# Una lacrima/Io darei la vita mia
Una lacrima/Io darei la vita mia è un singolo della cantante italiana Marisa Sannia pubblicato nel 1969 dalla casa discografica CGD.

## Descrizione
La cantante con il brano Una lacrima ha partecipato alla Mostra internazionale di musica leggera 1969 a Venezia arrivando 5º in classifica. Sempre con lo stesso brano la cantante ha partecipato a Canzonissima 1969.

## Tracce
1. Una lacrima (Di Felice Piccarreda, Paolo Limiti e Piret)
2. Io darei la vita (Di Martinha, e Sergio Bardotti)